# Pfarrkirche Auferstehung Christi (Wien-Donaustadt)

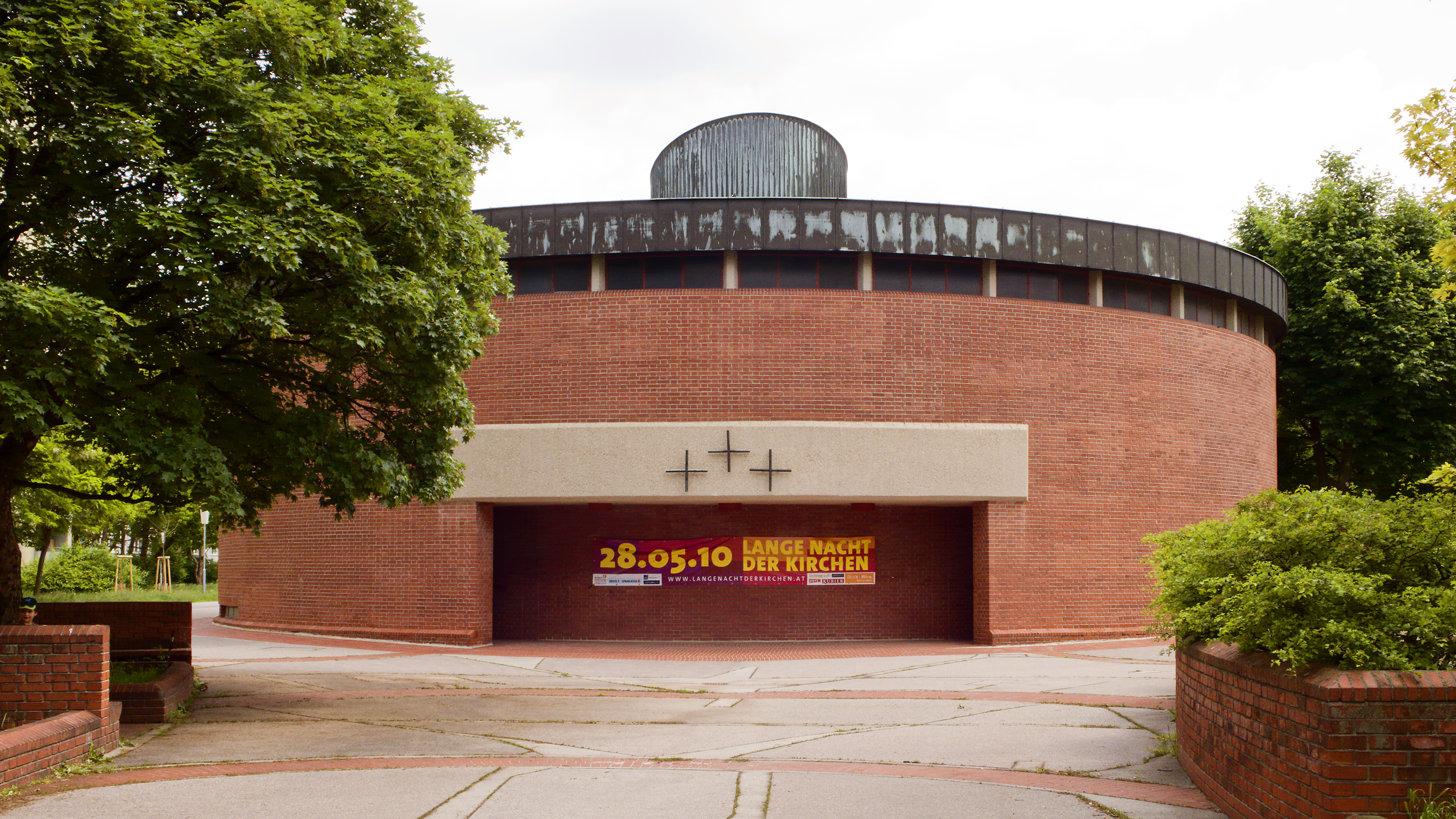
Katholische Pfarrkirche Auferstehung Christi in Wien-Donaustadt

Die Filialkirche Auferstehung Christi ist eine römisch-katholische Filialkirche an der Saikogasse im 22. Wiener Gemeindebezirks Donaustadt. Das Bauwerk steht unter Denkmalschutz.

## Geschichte
Die Kirche wurde nach den Plänen des Architekten Karl Schwanzer errichtet und im Jahre 1972 geweiht, im Jahre 1974 zur Expositurkirche erhoben, und im Jahre 1979 zur Pfarrkirche erhoben.
Am 1. Jänner 2024 wurde die Pfarre Auferstehung Christi aufgehoben. Die ehemalige Pfarrkirche Auferstehung Christi ist seither eine Filialkirche der Pfarre Der Weg Jesu und die Kirche der Teilgemeinde Auferstehung Christi.

## Architektur
Die verschachtelte Gebäudeanlage besteht aus vier kreisrunden Bereichen, die sich teils überlagern. Auch die umliegende Gartenanlage wie der Innenhof des Pfarrhofes sind mit Kreissegmenten gegliedert.
Die Kirche mit kreisrundem Grundriss hat drei liturgische Orte Altartisch, Tabernakel und Taufbecken in kleineren Kreisflächen mit Stufenpodesten. Orgelempore und Sängerempore liegen sich gegenüber. Die Belichtung der Kirche wird durch einen doppelwandigen umlaufenden Gehbereich gelöst.

## Ausstattung
Es gab einen modernen Bronzekruzifix. Ein Wandteppich Vision des Propheten Ezechiel ist vom Maler Maximilian Florian aus dem Jahre 1954. Die Orgel ist vom Orgelbau Walcker-Mayer aus dem Jahre 1989.
1998 wurde das Kruzifix durch ein Auferstehungbild von Prof. Hermann Bauch ersetzt. Dieses Bild wurde ein Jahr danach durch sechs kleine Bilder ergänzt, die wichtige Stationen im Leben Jesu darstellen: Taufe Jesu, Bergpredigt, Brotvermehrung, Heilungen, Tempelaustreibung, Fußwaschung.

## Pfarrhof
Der Pfarrhof ist kreisrund mit einem runden Innenhof.